# Chris Patten
Christopher Francis (Chris) Patten, Baron Patten van Barnes (Cleveleys, Engeland, 12 mei 1944) is een Brits politicus en diplomaat van de Conservative Party.
Patten heeft een graad behaald aan Balliol College in Oxford. Na zijn studie zette hij in 1966 het onderzoeksbureau op van de Britse Conservatieve Partij. Van 1979 tot 1992 was hij voor de Conservatieve Partij lid van het Lagerhuis. In juli 1992 werd hij de 28e en laatste Britse gouverneur van Hongkong. Hij was ook verantwoordelijk voor de overdracht van die kolonie aan China in 1997. Na de overdracht van Hongkong werkte Patten tijdelijk voor de NAVO. Van 1999 tot november 2004 was hij bij de Europese Commissie commissaris voor Externe Betrekkingen. Van 2011 tot mei 2014 was hij voorzitter van de BBC.
In 1997 werd hij benoemd  in de Orde van de Eregezellen. Op 11 januari 2005 werd Patten benoemd als baron Patten van Barnes en werd lid van het Hogerhuis.
Hij is sinds 2003 de chancellor (rector) van de Universiteit van Oxford.
- Bibsys: 3090749
- Bibliothèque nationale de France: cb135317874 (data)
- Catàleg d'autoritats de noms i títols de Catalunya: 981058514290706706
- CiNii: DA10046653
- Gemeinsame Normdatei: 120554453
- International Standard Name Identifier: 0000 0001 2281 8880
- Library of Congress Control Number: n82118275
- Nationale Bibliotheek van Letland: 000129125
- MusicBrainz: d0175ab0-fd04-4fe0-a1c6-fad772284c10
- National Central Library: 002189540
- Bibliotheek van het Japanse parlement: 00710930
- Nationale Bibliotheek van Tsjechië: mub2014830354
- Nationale bibliotheek van Australië: 36516753
- Nationale Bibliotheek van Israël: 987007434850905171
- Nationale Bibliotheek van Polen: a0000001761437
- Nederlandse Thesaurus van Auteursnamen: 162861834
- Parlement.com: vgg51g6u1vxl
- Réseau des bibliothèques de Suisse occidentale: 02-A003674976
- Système universitaire de documentation: 050482343
- Trove: 1267409
- Union List of Artist Names: 500222137
- Virtual International Authority File: 74012730
- WorldCat: E39PBJjxpTVyh8VRqvDKcbpdcP